# Samuel Meretik
Samuel Meretik lub też Adam Meretik właściwie Samuel Zimmerman (ur. 1907 w Warszawie, zm. 1942) – polsko-żydowski działacz komunistyczny, jeden z licerów Polskiej Partii Robotniczej w getcie warszawskim (sekretarz do spraw organizacyjnych Komitetu Dzielnocowego PPR).

## Życiorys
Urodził się w Warszawie jako syn piekarza i służącej. Już jako nastolatek ze względu na trudną sytuacje finansową rodziny, zaczął przyuczać się do zawodu krawca.
Od 1922 należał do Komunistycznego Związku Młodzieży Polskiej w Mińsku Mazowieckm, gdzie w latach 1924–1925 pełnił funkcję sekretarza Komitetu Dzielnicowego KZMP. W latach 1927–1928 był sekretarzem Komitetu Dzielnicowego KPP. W 1929 został areztowany za działalność komunistyczną i kolejnych 19 miesięcy spędził w więzieniu. 
W latach 1931–1934 kontyunował działalność partyjną w Kielcach, Radomiu, Lublinie, Łodzi oraz Zagłębiu Dąbrowskim. W połowie lat 30. XX wieku piastował funkcję sekretarza K. C. MOPR-u.
Po wybuchu II wojny światowej, wyjechał do Białegostoku znajdującego się w sowieckiej strefie okupacyjnej. Po ataku III Rzeszy na ZSRR, wyjechał do Warszawy. W getcie warszawskim należał do najbliższych współpracowników i zastępców Józefa Lewartowskiego. Meretik, piastował funkcję sekretarza do spraw organizacyjnych Komitetu Dzielnocowego PPR.
Został aresztowany 20 maja 1942 roku wraz z Andrzejem Szmidtem i Dawidem Wołosko w wyniku prowokacji gestapo, a następnie rozstrzelany w Palmirach koło Warszawy.